# IC 4122
IC 4122 ist eine elliptische Galaxie vom Hubble-Typ E0 im Sternbild Coma Berenices am Nordsternhimmel. Sie ist schätzungsweise 850 Millionen Lichtjahre von der Milchstraße entfernt und hat einen Durchmesser von etwa 75.000 Lj. 

Im selben Himmelsareal befinden sich u. a. die Galaxien IC 4087, IC 4113, IC 4128, IC 4140.
Das Objekt wurde am 27. Januar 1904 vom deutschen Astronomen Max Wolf entdeckt.